# 伊曼紐爾·朗蓋洛
伊曼紐爾·朗盖洛·姆布莱（英語：Emmanuel Longelo Mbule，2000年12月27日—）是一名英格蘭足球運動員，司職左後衛，目前效力於蘇格蘭足球超級聯賽球會马瑟韦尔。

## 球會生涯

### 西漢姆聯
朗盖洛於9歲時就開始為歐洲達格納姆（Euro Dagenham）踢週日聯賽。他以中場球員的身份加入了韋斯咸的10歲以下球隊，並在對車路士的首次上陣比賽中射入5球。由於他的速度，他被轉移到踢前鋒的位置。為韋斯咸的23歲以下球隊效力，朗盖洛擔任左後衛。2020年9月21日，朗盖洛在韋斯咸以5-1擊敗侯城的聯賽盃比賽中首次亮相。

### 伯明翰城
2022年8月30日，朗蓋洛被外借到伯明翰至季末。他在季初受傷，至10月1日才傷癒復出首次代表新球隊上場，參加以1-1打平谢菲尔德联的英冠聯賽，他在比賽中出任左翼衛。10月28日以2-0擊敗女王公园巡游者的比賽，朗蓋洛打進了首顆職業進球，但在比賽後段丟了一點球，幸被己方的约翰·拉迪救出。
2023年1月31日,朗蓋洛與伯明翰簽下三年半合約，正式永久轉會，費用據報導大約40萬鎊。整個22/23球季他共代表伯明翰在聯賽上場23次。23/24球季，他成為了球隊主力成員之一，當球隊邊衛伊桑·萊爾德和李·布坎南均受傷時，他與科迪·德拉梅便入選先發陣容，出任兩邊邊衛。當萊爾德傷癒後，朗蓋洛便失去了先發位置。新教練韦恩·鲁尼在2024年1月上任後，他就未曾在聯賽上場。
2024/25球季，他沒有獲發球隊球衣號碼。在轉會至巴恩斯利的交易告吹後，在2024年8月22日他被外借到同樣是英甲的剑桥联至球季結束。在外借期間他共上場19次及打進2球]。

### 马瑟韦尔
2025年7月10日，他與蘇格蘭足球超級聯賽球會马瑟韦尔簽下兩年合約加盟，另有一年延長權，轉會費沒有公佈。

## 個人生活
朗盖洛出生於英格蘭，擁有剛果血統。艾曼纽·朗盖洛的哥哥羅賽爾·朗盖洛在加入紐卡素之前曾在韋斯咸與他並肩作戰。